# Moadon Kaduregel Shimshon Tel Aviv
Il Moadon Kaduregel Shimshon Tel Aviv in ebraico מועדון כדורגל שמשון תל אביב‎?, noto semplicemente come Shimshon Tel Aviv, è una società calcistica di Tel Aviv (Israele). Milita attualmente in Liga Bet, la quarta serie del campionato israeliano di calcio.

## Storia
Il club fu fondato nel 1949 e fu così chiamato in onore del calciatore israeliano Shimshon Douri, caduto nella Guerra arabo-israeliana del 1948.
Dopo il primo decennio trascorso nelle serie minori, lo Shimshon vinse il campionato di Liga Alef (all'epoca, la seconda divisione) 1959-1960, guadagnando la promozione in Liga Leumit.
Nella massima serie, lo Shimshon militò per dodici stagioni consecutive, cogliendo due quarti posti nel 1962-1963 e nel 1969-1970, nonché un secondo posto nel campionato 1970-1971.
Protagonista di quegli anni fu l'attaccante Moshe Romano, capocannoniere nelle stagioni 1965-1966 e 1969-1970.
Retrocesso al termine della stagione 1972-1973, lo Shimshon riconquistò subito la promozione in prima divisione, ove rimase per 17 stagioni consecutive. Nello stesso periodo, conquistò due terzi posti (nel 1979-1980 e nel 1984-1985), nonché un nuovo secondo posto nella stagione 1982-1983.
Al termine del campionato 1989-1990, lo Shimshon lasciò definitivamente la prima divisione.
Nel 2000, il club si fuse con il Beitar Tel Aviv, formando il Beitar Shimshon Tel Aviv.
Tuttavia, nel 2014, alcuni uomini d'affari di Tel Aviv hanno ricostituito il club. 
Nella stagione 2015-2016, lo Shimshon ha vinto il girone del Distretto di Tel Aviv della Liga Gimel, la quinta serie del campionato israeliano (da cui era ripartito), conquistando la promozione in Liga Bet, ove milita tutt'oggi.

## Palmarès

### Competizioni nazionali
- Coppa di Lega israeliana: 2

1986-1987, 1987-1988

### Altri piazzamenti
- Campionato israeliano:

Secondo posto: 1970-1971, 1982-1983
Terzo posto: 1979-1980, 1984-1985
- Coppa d'Israele:

Finalista: 1965-1966, 1985-1986, 1989-1990
- Coppa di Lega israeliana:

Semifinalista: 1984-1985
- Liga Leumit:

Terzo posto: 1991-1992